# الدوري اليوناني لكرة السلة للسيدات
الدوري اليوناني لكرة السلة للسيدات (باليونانية: Πρωτάθλημα Ελλάδας καλαθοσφαίρισης γυναικών)‏ هو دوري كرة سلة احترافي في اليونان تأسس في سنة 1967 تلعب فيه 10 فرق. يعتبر فريق سبورتينغ أثينز الأكثر فوزا به برصيد 21 لقبا.